# Temporada 2025-2026 de la Liga ABE
El Torneo 2025-2026 será la decimotercera edición del torneo de basquetbol estudiantil en México organizado por la Asociación de Básquetbol Estudiantil.
Para la próxima campaña de la División 1 los roles que tenían algunos equipos serán asumidos por otros.  

## Ascensos y descensos

### Femenil
| Pos. | Descendidas a División II                        |
| ---- | ------------------------------------------------ |
| 13.º | Universidad del Valle de México Campus Querétaro |

| Pos. | Ascendidas de División II                                                    |
| ---- | ---------------------------------------------------------------------------- |
| 1.º  | Universidad de las Américas de Puebla                                        |
| 2.º  | Universidad Vasco de Quiroga                                                 |
| 3.º  | Instituto Tecnológico y de Estudios Superiores de Monterrey Campus Querétaro |

### Varonil
| Pos. | Descendidos a División II               |
| ---- | --------------------------------------- |
| 17.º | Universidad Autónoma del Noroeste       |
| 18.º | Universidad Vasco de Quiroga            |
| 19.º | Universidad Nacional Autónoma de México |

| Pos. | Ascendidos de División II         |
| ---- | --------------------------------- |
| 1.º  | Universidad Anáhuac Campus Xalapa |
| 2.º  | Universidad Autónoma de Chihuahua |

## Sistema de competición
El torneo se divide en dos etapas, la temporada regular, donde un equipo juega contra todos dos encuentros, uno como local y uno más como visitante. Los primeros ocho equipos clasificados en la tabla general consiguen el derecho de disputar el torneo Ocho Grandes. 
Los equipos que consiguen clasificarse al Ocho Grandes, se enfrentan en formato de eliminación directa comenzando en cuartos de final en una sola sede para definir al campeón de cada categoría.

## Equipos participantes
Esta edición de la Liga ABE contará con la participación de 15 equipos en la División I Femenil y 18 en la División I Varonil. 

### Femenil
| División I                  | División I                                                  | División I         | División I                       |
| Equipo                      | Universidad                                                 | Campus             | Entrenador                       |
| --------------------------- | ----------------------------------------------------------- | ------------------ | -------------------------------- |
| Águilas UPAEP               | Universidad Popular Autónoma del Estado de Puebla           | Puebla             | Javier Alonso Ceniceros González |
| Aztecas UDLAP               | Universidad de las Américas de Puebla                       | San Andrés Cholula | Angélica García Mancio           |
| Borregas Tec Aguascalientes | Instituto Tecnológico y de Estudios Superiores de Monterrey | Aguascalientes     | Atzimba Vázquez Solórzano        |
| Borregas Tec CEM            | Instituto Tecnológico y de Estudios Superiores de Monterrey | Estado de México   | Iván Sealtiel Olano Ortega       |
| Borregas Tec Guadalajara    | Instituto Tecnológico y de Estudios Superiores de Monterrey | Guadalajara        | Abel Levy Magaña                 |
| Borregas Tec Hidalgo        | Instituto Tecnológico y de Estudios Superiores de Monterrey | Hidalgo            | Mauricio Mohamed Ramos Granados  |
| Borregas Tec Monterrey      | Instituto Tecnológico y de Estudios Superiores de Monterrey | Monterrey          | Sandra Janeth Rosales Ávila      |
| Borregas Tec Querétaro      | Instituto Tecnológico y de Estudios Superiores de Monterrey | Querétaro          | Antonio Miguel Cortés            |
| Borregas Tec Toluca         | Instituto Tecnológico y de Estudios Superiores de Monterrey | Toluca             | Diego Ricardo Sánchez Vallejo    |
| Gallas CEU                  | Centro de Estudios Universitarios                           | Monterrey          | Paola Alejandra Estrada Granados |
| Halconas Inter              | Universidad Interamericana                                  | Puebla             | José Manuel Ordaz Cossio         |
| Halconas UVAQ               | Universidad Vasco de Quiroga                                | Morelia            | Fernando Reynaga Tapia           |
| Leonas Anáhuac México Norte | Universidad Anáhuac México                                  | CDMX               | Roberto Horacio Rojas González   |
| Tigrillas UANL              | Universidad Autónoma de Nuevo León                          | Monterrey          | Héctor Medina Lozoya             |
| Zorras CETYS                | CETYS Universidad                                           | Tijuana            | César Edmundo Valencia García    |

| División II                 | División II                                                 | División II                 | División II                       |
| Conferencia Bajío-Occidente | Conferencia Bajío-Occidente                                 | Conferencia Bajío-Occidente | Conferencia Bajío-Occidente       |
| Equipo                      | Universidad                                                 | Campus                      | Entrenador                        |
| --------------------------- | ----------------------------------------------------------- | --------------------------- | --------------------------------- |
| Abejas UG                   | Universidad de Guanajuato                                   | Guanajuato                  | Omar Andrés Macías Escobar        |
| Águilas TECNM Celaya        | Tecnológico Nacional de México                              | Celaya                      | Alejandro Hernández Zavala        |
| Águilas UASLP               | Universidad Autónoma de San Luis Potosí                     | San Luis Potosí             | Hortencia Margarita Nieto Aguilar |
| Águilas UCA                 | Universidad Cuauhtémoc                                      | Aguascalientes              | Ernesto Muñoz Romo                |
| Bulldogs UdeC               | Universidad de Celaya                                       | Celaya                      | Alejandro Montoya Orozco          |
| Felinas La Salle Bajío      | Universidad De La Salle Bajío                               | León                        | Héctor Miguel Oropeza Arvizu      |
| Gallas UAA                  | Universidad Autónoma de Aguascalientes                      | Aguascalientes              | Luis Mario Aranda González        |
| Gatas Salvajes UAQ          | Universidad Autónoma de Querétaro                           | Querétaro                   | Jaime Antonio Rivas Márquez       |
| Leonas Anáhuac Querétaro    | Universidad Anáhuac                                         | Querétaro                   | César Alejandro Hernández Flores  |
| Linces UVM Querétaro        | Universidad del Valle de México                             | Querétaro                   | Víctor José Del Barba             |
| Panteras UNIMO              | Universidad Montrer                                         | Morelia                     | Arturo Iván Prado Torres          |
| Panteras UP Guadalajara     | Universidad Panamericana                                    | Guadalajara                 | Marco Alberto Pérez Corona        |
| Tlacuaches ITESO            | Instituto Tecnológico y de Estudios Superiores de Occidente | Guadalajara                 | Cintia Ortíz Brunel               |
| Conferencia Centro-Oriente  |                                                             |                             |                                   |
| Equipo                      | Universidad                                                 | Campus                      | Entrenador                        |
| Águilas La Salle CDMX       | Universidad La Salle                                        | Ciudad de México            | Manuel Rivera Padilla             |
| Coyotas La Salle Neza       | Universidad La Salle                                        | Ciudad Nezahualcóyotl       | César Fierros Vega                |
| Gamos UMA                   | Universidad Marista                                         | Ciudad de México            | Víctor Serna Galván               |
| Halcones UV                 | Universidad Veracruzana                                     | Xalapa                      | Germán López Hernández            |
| Jaguares UAMP               | Universidad Americana de Puebla                             | San Andrés Cholula          | Andrés Federico Mendoza Olvera    |
| Leonas Anáhuac México Sur   | Universidad Anáhuac                                         | Ciudad de México            | Mario de Jesús Martínez Gaona     |
| Leonas Anáhuac Puebla       | Universidad Anáhuac                                         | San Andrés Cholula          | Nassau Hernández Lobato           |
| Leonas Anáhuac Xalapa       | Universidad Anáhuac                                         | Xalapa                      | Ricardo Sánchez Flores            |
| Linces UVM Centro           | Universidad del Valle de México                             | Ciudad de México            | Mario Iván Lugo Sosa              |
| Linces UVM Lomas Verdes     | Universidad del Valle de México                             | Lomas Verdes                | Enrique Isaías Navarro Patiño     |
| Lobas BUAP                  | Benemérita Universidad Autónoma de Puebla                   | Puebla                      | Cintia Gisela Vendrame            |
| Lobas IBERO CDMX            | Universidad Iberoamericana                                  | Ciudad de México            | Gerardo Vera Cruz                 |
| Potras UAEM                 | Universidad Autónoma del Estado de México                   | Toluca                      | Jorge Damián Torres Barrueta      |
| Pumas UNAM                  | Universidad Nacional Autónoma de México                     | Ciudad Universitaria        | Daniel Pacheco Vallín             |
| Tigresas Blancas UMAD       | Universidad Madero                                          | San Andrés Cholula          | Juan Pablo Bravo Pedraza          |
| Conferencia Norte           |                                                             |                             |                                   |
| Equipo                      | Universidad                                                 | Campus                      | Entrenador                        |
| Águilas TECNM Fresnillo     | Tecnológico Nacional de México                              | Fresnillo                   | Raúl Martínez Vázquez             |
| Águilas UACH                | Universidad Autónoma de Chihuahua                           | Chihuahua                   | Sonia Ortega Córdova              |
| Borregas Tec Chihuahua      | Instituto Tecnológico y de Estudios Superiores de Monterrey | Chihuahua                   | Elvira Irene Salcedo Ramírez      |
| Borregas Tec Laguna         | Instituto Tecnológico y de Estudios Superiores de Monterrey | Torreón                     | José Antonio Ramírez Hernández    |
| Indias UACJ                 | Universidad Autónoma de Ciudad Juárez                       | Ciudad Juárez               | Luis Alan Bosquez Quezada         |
| Lobas IBERO Torreón         | Universidad Iberoamericana Torreón                          | Torreón                     | Héctor Raúl Galán Encerrado       |
| Lobas UAdeC                 | Universidad Autónoma de Coahuila                            | Saltillo                    | Carlos Roberto Almonte Ayala      |
| Troyanas UDEM               | Universidad de Monterrey                                    | San Pedro Garza García      | Alan Rashith Polo González        |
| Tuzas UAZ                   | Universidad Autónoma de Zacatecas                           | Zacatecas                   | Karla Itzel Cepeda García         |

### Varonil
| División I               | División I                                                  | División I       | División I                        |
| Equipo                   | Universidad                                                 | Campus           | Entrenador                        |
| ------------------------ | ----------------------------------------------------------- | ---------------- | --------------------------------- |
| Águilas UACH             | Universidad Autónoma de Chihuahua                           | Chihuahua        | Alfonso Araiza Contreras          |
| Águilas UPAEP            | Universidad Popular Autónoma del Estado de Puebla           | Puebla           | Javier Alonso Ceniceros González  |
| Aztecas UDLAP            | Universidad de las Américas de Puebla                       | Puebla           | Angélica García Mancio            |
| Borregos Tec Guadalajara | Instituto Tecnológico y de Estudios Superiores de Monterrey | Guadalajara      | Bernardo Humberto Silva Rodríguez |
| Borregos Tec Hidalgo     | Instituto Tecnológico y de Estudios Superiores de Monterrey | Hidalgo          | Tomás Rafael Canizalez Moreno     |
| Borregos Tec Monterrey   | Instituto Tecnológico y de Estudios Superiores de Monterrey | Monterrey        | Felipe Sánchez de Hoyos           |
| Borregos Tec Puebla      | Instituto Tecnológico y de Estudios Superiores de Monterrey | Puebla           | Luis Sebastián Sucarrat           |
| Borregos Tec Santa Fe    | Instituto Tecnológico y de Estudios Superiores de Monterrey | Santa Fe         | Sergio Saúl Molina Soler          |
| Borregos Tec Toluca      | Instituto Tecnológico y de Estudios Superiores de Monterrey | Toluca           | Luis Carlos Cuenca Medina         |
| Gallos CEU               | Centro de Estudios Universitarios                           | Monterrey        | Juan Héctor Santos Roiz           |
| Halcones Inter           | Universidad Interamericana                                  | Puebla           | José Manuel Ordaz Cossio          |
| Leones Anáhuac Querétaro | Universidad Anáhuac                                         | Querétaro        | César Alejandro Hernández Flores  |
| Leones Anáhuac Xalapa    | Universidad Anáhuac                                         | Xalapa           | Eric Hare Olvera                  |
| Panteras UNIMO           | Universidad Montrer                                         | Morelia          | José Heladio Sánchez Medina       |
| Panteras UP México       | Universidad Panamericana                                    | Ciudad de México | Luis Yair de Jesús Olano Galicia  |
| Tigres UANL              | Universidad Autónoma de Nuevo León                          | Monterrey        | Jonathan Daniel Banda Ibarra      |
| Tigres Blancos UMAD      | Universidad Madero                                          | Puebla           | Jorge Radaí Villaseñor Cardoso    |
| Zorros CETYS             | CETYS Universidad                                           | Mexicali         | Carlos Manuel Arenas Beltrán      |

| División II                    | División II                                                 | División II                 | División II                        |
| Conferencia Bajío-Occidente    | Conferencia Bajío-Occidente                                 | Conferencia Bajío-Occidente | Conferencia Bajío-Occidente        |
| Equipo                         | Universidad                                                 | Campus                      | Entrenador                         |
| ------------------------------ | ----------------------------------------------------------- | --------------------------- | ---------------------------------- |
| Abejas UG                      | Universidad de Guanajuato                                   | Guanajuato                  | Fidel Rocha Serna                  |
| Águilas TECNM Aguascalientes   | Tecnológico Nacional de México                              | Aguascalientes              | Javier Cuevas Torres               |
| Águilas TECNM Celaya           | Tecnológico Nacional de México                              | Celaya                      | César Orlando Estrada Acosta       |
| Águilas TECNM Jiquilpan        | Tecnológico Nacional de México                              | Jiquilpan                   | Jesús Manuel Bosquez Contreras     |
| Águilas UASLP                  | Universidad Autónoma de San Luis Potosí                     | San Luis Potosí             | Armando Mariscal Mata              |
| Águilas UCA                    | Universidad Cuauhtémoc                                      | Aguascalientes              | Roberto Ocaña Ramos                |
| Águilas UCG                    | Universidad Cuauhtémoc                                      | Guadalajara                 | José Luis De la Garza Castañeda    |
| Borregos Tec León              | Instituto Tecnológico y de Estudios Superiores de Monterrey | León                        | Cristian José María Valdivia Roque |
| Borregos Tec Querétaro         | Instituto Tecnológico y de Estudios Superiores de Monterrey | Querétaro                   | Luis Erick Elías Camacho           |
| Bulldogs UdeC                  | Universidad de Celaya                                       | Celaya                      | Alejandro Montoya Orozco           |
| Felinos La Salle Bajío         | Universidad De La Salle Bajío                               | León                        | Alfredo Navarro Alcaraz            |
| Gallos UAA                     | Universidad Autónoma de Aguascalientes                      | Aguascalientes              | Carlos Vinicio Nungaray Jasso      |
| Gatos Salvajes UAQ             | Universidad Autónoma de Querétaro                           | Querétaro                   | Arturo Sánchez Aceves              |
| Halcones UVAQ                  | Universidad Vasco de Quiroga                                | Morelia                     | Fernando Reynaga Tapia             |
| Linces UVM Querétaro           | Universidad del Valle de México                             | Querétaro                   | Sergio Ramos Ibarra                |
| Linces UVM Zapopan             | Universidad del Valle de México                             | Zapopan                     | Oscar Alejandro García Torres      |
| Panteras UP Aguascalientes     | Universidad Panamericana                                    | Aguascalientes              | Arturo Abinadi Mendoza Arevyan     |
| Panteras UP Guadalajara        | Universidad Panamericana                                    | Guadalajara                 | Sergio Humberto Vela Muñoz         |
| Potros UNLA                    | Universidad Latina de América                               | Morelia                     | Horacio Oropeza Arvizu             |
| Tlacuaches ITESO               | Instituto Tecnológico y de Estudios Superiores de Occidente | Guadalajara                 | Jorge Real Núñez                   |
| Conferencia Centro-Oriente     |                                                             |                             |                                    |
| Equipo                         | Universidad                                                 | Campus                      | Entrenador                         |
| Águilas La Salle CDMX          | Universidad La Salle                                        | Ciudad de México            | Alejandro Israel Gómez Rodríguez   |
| Cacomixtles UPAV Teziutlán     | Universidad Popular Autónoma de Veracruz                    | Teziutlán                   | Josué García Roano                 |
| Coyotes La Salle Neza          | Universidad La Salle                                        | Ciudad Nezahualcóyotl       | Carlos Rodrigo Licea Cadena        |
| Gamos UMA                      | Universidad Marista                                         | Ciudad de México            | Alfonso Flores Zamudio             |
| Guerreros UC Puebla            | Universidad Cuauhtémoc                                      | Puebla                      | Rolando Huchín Aguilar             |
| Jaguares UAMP                  | Universidad Americana de Puebla                             | San Andrés Cholula          | Luis Fernando Reyes Paulino        |
| Halcones UV                    | Universidad Veracruzana                                     | Xalapa                      | Néstor Hernández Flores            |
| Leones Anáhuac Córdoba-Orizaba | Universidad Anáhuac                                         | Córdoba                     | Juan Bernardo Castillo González    |
| Leones Anáhuac México Sur      | Universidad Anáhuac                                         | Ciudad de México            | Víctor Enrique Eugenio Ávila       |
| Leones Anáhuac Puebla          | Universidad Anáhuac                                         | San Andrés Cholula          | Nassau Hernández Lobato            |
| Linces UVM Centro              | Universidad del Valle de México                             | Ciudad de México            | Javier González Rex                |
| Linces UVM Lomas Verdes        | Universidad del Valle de México                             | Lomas Verdes                | Mauricio Castellanos Elizalde      |
| Lobos BUAP                     | Benemérita Universidad Autónoma de Puebla                   | Puebla                      | Luis Sebastián Sucarrat            |
| Potros UAEM                    | Universidad Autónoma del Estado de México                   | Toluca                      | Jorge Damián Torres Barrueta       |
| Potros Salvajes IES            | Instituto de Estudios Superiores de la Sierra               | Teziutlán                   | Maikol Farid Sandoval Rodríguez    |
| Pumas UNAM                     | Universidad Nacional Autónoma de México                     | Ciudad Universitaria        | Daniel Gómez León                  |
| Conferencia Norte              |                                                             |                             |                                    |
| Equipo                         | Universidad                                                 | Campus                      | Entrenador                         |
| Águilas TECNM Fresnillo        | Tecnológico Nacional de México                              | Fresnillo                   | Raúl Martínez Vázquez              |
| Borregos Tec Laguna            | Instituto Tecnológico y de Estudios Superiores de Monterrey | Torreón                     | Oscar Yander Hernández Barrón      |
| Halcones UAL                   | Universidad Autónoma de La Laguna                           | Torreón                     | Juan Antonio Wong Lezama           |
| Indios UACJ                    | Universidad Autónoma de Ciudad Juárez                       | Ciudad Juárez               | Ángel Alfredo González Chávez      |
| Lobos IBERO Torreón            | Universidad Iberoamericana Torreón                          | Torreón                     | Erik Gerardo Rodríguez Cortés      |
| Lobos UAdeC                    | Universidad Autónoma de Coahuila                            | Saltillo                    | Edgar Uriel Segura Rodríguez       |
| Osos UANE                      | Universidad Autónoma del Noroeste                           | Saltillo                    | Juan Javier Bautista Rodríguez     |
| Troyanos UDEM                  | Universidad de Monterrey                                    | San Pedro Garza García      | Guilibaldo Tamez Macías            |
| Tuzos UAZ                      | Universidad Autónoma de Zacatecas                           | Zacatecas                   | Albina Cerillo Mancinas            |

## Temporada 2025-2026

### División I Femenil

#### Clasificación
|                                            | Equipo             | JJ | JG | JP | JD | %    | Local | Visita | PF | PC | DIF | PTS |
| ------------------------------------------ | ------------------ | -- | -- | -- | -- | ---- | ----- | ------ | -- | -- | --- | --- |
| 1.                                         | Tec Monterrey      | 0  | 0  | 0  | 0  | 0.00 | -     | -      | 0  | 0  | 0   | 0   |
| 2.                                         | UANL               | 0  | 0  | 0  | 0  | 0.00 | -     | -      | 0  | 0  | 0   | 0   |
| 3.                                         | Tec Toluca         | 0  | 0  | 0  | 0  | 0.00 | -     | -      | 0  | 0  | 0   | 0   |
| 4.                                         | Tec CEM            | 0  | 0  | 0  | 0  | 0.00 | -     | -      | 0  | 0  | 0   | 0   |
| 5.                                         | UPAEP              | 0  | 0  | 0  | 0  | 0.00 | -     | -      | 0  | 0  | 0   | 0   |
| 6.                                         | CETYS Tijuana      | 0  | 0  | 0  | 0  | 0.00 | -     | -      | 0  | 0  | 0   | 0   |
| 7.                                         | Tec Guadalajara    | 0  | 0  | 0  | 0  | 0.00 | -     | -      | 0  | 0  | 0   | 0   |
| 8.                                         | CEU                | 0  | 0  | 0  | 0  | 0.00 | -     | -      | 0  | 0  | 0   | 0   |
| 9.                                         | Tec Aguascalientes | 0  | 0  | 0  | 0  | 0.00 | -     | -      | 0  | 0  | 0   | 0   |
| 10.                                        | Anáhuac Norte      | 0  | 0  | 0  | 0  | 0.00 | -     | -      | 0  | 0  | 0   | 0   |
| 11.                                        | Tec Hidalgo        | 0  | 0  | 0  | 0  | 0.00 | -     | -      | 0  | 0  | 0   | 0   |
| 12.                                        | Interamericana     | 0  | 0  | 0  | 0  | 0.00 | -     | -      | 0  | 0  | 0   | 0   |
| 13.                                        | UDLAP              | 0  | 0  | 0  | 0  | 0.00 | -     | -      | 0  | 0  | 0   | 0   |
| 14.                                        | UVAQ               | 0  | 0  | 0  | 0  | 0.00 | -     | -      | 0  | 0  | 0   | 0   |
| 15.                                        | Tec Querétaro      | 0  | 0  | 0  | 0  | 0.00 | -     | -      | 0  | 0  | 0   | 0   |
| Fuente: Tabla general                      |                    |    |    |    |    |      |       |        |    |    |     |     |
| Fecha de actualización: 09 de mayo de 2025 |                    |    |    |    |    |      |       |        |    |    |     |     |

|  | Clasifican a los Ocho Grandes. |
|  | Descienden a División II.      |

El criterio de desempate es la diferencia de puntos en sus enfrentamientos directos.

### División I Varonil

#### Clasificación
|                                            | Equipo            | JJ | JG | JP | JD | %    | Local | Visita | PF | PC | DIF | PTS |
| ------------------------------------------ | ----------------- | -- | -- | -- | -- | ---- | ----- | ------ | -- | -- | --- | --- |
| 1.                                         | UMAD              | 0  | 0  | 0  | 0  | 0.00 | -     | -      | 0  | 0  | 0   | 0   |
| 2.                                         | Tec Puebla        | 0  | 0  | 0  | 0  | 0.00 | -     | -      | 0  | 0  | 0   | 0   |
| 3.                                         | Tec Santa Fe      | 0  | 0  | 0  | 0  | 0.00 | -     | -      | 0  | 0  | 0   | 0   |
| 4.                                         | Interamericana    | 0  | 0  | 0  | 0  | 0.00 | -     | -      | 0  | 0  | 0   | 0   |
| 5.                                         | UPAEP             | 0  | 0  | 0  | 0  | 0.00 | -     | -      | 0  | 0  | 0   | 0   |
| 6.                                         | CEU               | 0  | 0  | 0  | 0  | 0.00 | -     | -      | 0  | 0  | 0   | 0   |
| 7.                                         | Tec Monterrey     | 0  | 0  | 0  | 0  | 0.00 | -     | -      | 0  | 0  | 0   | 0   |
| 8.                                         | Anáhuac Querétaro | 0  | 0  | 0  | 0  | 0.00 | -     | -      | 0  | 0  | 0   | 0   |
| 9.                                         | Tec Toluca        | 0  | 0  | 0  | 0  | 0.00 | -     | -      | 0  | 0  | 0   | 0   |
| 10.                                        | UP CDMX           | 0  | 0  | 0  | 0  | 0.00 | -     | -      | 0  | 0  | 0   | 0   |
| 11.                                        | UANL              | 0  | 0  | 0  | 0  | 0.00 | -     | -      | 0  | 0  | 0   | 0   |
| 12.                                        | UNIMO             | 0  | 0  | 0  | 0  | 0.00 | -     | -      | 0  | 0  | 0   | 0   |
| 13.                                        | Tec Hidalgo       | 0  | 0  | 0  | 0  | 0.00 | -     | -      | 0  | 0  | 0   | 0   |
| 14.                                        | UDLAP             | 0  | 0  | 0  | 0  | 0.00 | -     | -      | 0  | 0  | 0   | 0   |
| 15.                                        | Tec Guadalajara   | 0  | 0  | 0  | 0  | 0.00 | -     | -      | 0  | 0  | 0   | 0   |
| 16.                                        | CETYS Mexicali    | 0  | 0  | 0  | 0  | 0.00 | -     | -      | 0  | 0  | 0   | 0   |
| 17.                                        | Anáhuac Xalapa    | 0  | 0  | 0  | 0  | 0.00 | -     | -      | 0  | 0  | 0   | 0   |
| 18.                                        | UACH              | 0  | 0  | 0  | 0  | 0.00 | -     | -      | 0  | 0  | 0   | 0   |
| Fuente: Tabla general                      |                   |    |    |    |    |      |       |        |    |    |     |     |
| Fecha de actualización: 09 de mayo de 2025 |                   |    |    |    |    |      |       |        |    |    |     |     |

|  | Clasifican a los Ocho Grandes. |
|  | Descienden a División II.      |

El criterio de desempate es la diferencia de puntos en sus enfrentamientos directos.

## Ocho Grandes
El 16 de junio de 2025, la Asociación de Basquetbol Estudiantil (ABE), anuncia al Instituto Tecnológico y de Estudios Superiores de Monterrey, Campus Puebla como sede de los Ocho Grandes de la Temporada 2025-26 del 26 de abril al 2 de mayo de 2026, tras la celebración de su Congreso Nacional Ordinario 2025 en la Universidad Iberoamericana Ciudad de México.

## Campeonato Nacional División II Femenil
El Campeonato Nacional División II Femenil se jugará del 19 al 25 de marzo en una sede aún por definir.

## Campeonato Nacional División II Varonil
El Campeonato Nacional División II Varonil se llevará a cabo en la Universidad Americana de Puebla en Teziutlán, del 16 al 22 de abril.